# Kostel svatého Jiří (Malešov)
Římskokatolický filiální kostel svatého Jiří v Malešově je původně snad románská, dále pozdně gotická, renesanční a barokní sakrální stavba. Stojí na vysokém ostrohu nad Úštěckým potokem uprostřed veliké přibližně čtvercové návsi kdysi bohaté zemědělské obce. Kolem kostela je oválný hřbitov. Od roku 1964 je kostel chráněn jako kulturní památka.

## Historie
Kostel s věží, původně snad románskou, byl výrazně přestavěn ve 14.–18. století renesančně a barokně. Věž byla upravená v roce 1574. Po roce 1945, kdy došlo k vysídlení německy mluvícího obyvatelstva, byl kostel ponechán bez větší údržby. Koncem 70. let 20. století se zřítila vysoká jehlancová střecha věže, která byla kdysi viditelná ze širokého okolí, byla více než 10 let bez jakékoli ochrany před povětrností. Dnes ji kryje nízký jehlan. Ostatní části pocházejí z pozdějších stavebních etap.

## Architektura
Jednolodní podélnou stavbu s odsazeným polygonálním presbytářem. Po jeho severním boku je sakristie. Po jižním boku se nachází předsíň. V ose západního průčelí stojí mocná převýšená čtyřboká věž. Do dnešní výšky byla věž upravena renesanční kolem roku 1574. Pohledově se jedná o velmi exponovanou stavbu viditelnou ze širokého okolí polabské nížiny. Stěny člení malá okénka ve spodních patrech a velká zvuková okna s kulatým záklenkem v posledním patře.
V presbytáři je gotická žebrová klenba z 15. století. V lodi je plochý strop se štukovým rámem. Okna jsou sklenutá všude segmentem. Loď a presbytář mají barokní okna ze 2. čtvrtiny 18. století se štukovými šambránami a římsami. Ve druhé dekádě 21. století jsou zčásti skrytá za popínavými rostlinami. Míra zachování stropu je nejistá. Křížová a paprsková klenba presbytáře se snad zachovala.

## Zařízení
Vnitřní zařízení bylo barokní a pseudoslohové. Patří k němu hlavní oltář i oba boční pseudoslohové oltáře ze 2. poloviny 19. století. Kazatelna je dřevěná s řezbami rokajů, reliéfem a plastikami ze 2. poloviny 18. století. Do kostela patří sochy dvou andělů se svícny a dále sochy sv. Prokopa, sv. Vojtěcha, sv. Floriána a Bolestného Krista. Obraz Svaté rodiny je v řezaném rámu. Je rovněž barokní a pochází z 18. století. Křtitelnice je barokní kamenná s šupinatou profilovanou nohou a mušlí s akanty. Je na ní letopočet 1715.

## Okolí kostela
Poblíž kostela se nachází poškozený pomník padlým z první světové války.